# دايركت فوب سب
دايركت فوبسب (بالإنجليزية: DirectVobSub)‏ (عرف سابقًا بـ VSFilter) هو إضافة منقية تضاف إلى مايكروسوفت ويندوز يمكن مشغلات الفيديو التي تستخدم منصة دايركت شو من عرض ملفات الترجمة المرفقة مع الفيديوهات.

ديريكتفوبسوب/VSFilter سابقا كان جزء من المشروع الكامل المعروف باسم (فوسب/VobSub)، والذي كان قادرا على استخراج ملف الترجمة من فيديو دي في دي و ينشأ ملف ترجمة أساسها يسند على نص، بدون تمزيق دي في دي إلى ملف أولاً، وكان الإصدار الاخير من (فوسب/VobSub)الإصدار 2.23، وبعد ذلك توقف تطوير مشروع (فوسب/VobSub)، وكان VSFilter جزء من المشروع (Guliverkli) على موقع الويب SourceForge، المشروع (guliverkli) يتضمن أيضا القدرة على استخراج الترجمة من قرص DVD عن طريق برنامج vobsub الخارق، ومع ذلك توقف تطوير Guliverkli في عام 2005 مع الإصدار 2.37 ، و في عام 2007 أصبح جزءا من المشروع Guliverkli2، الذي مابات يعرف الآن باسم ديريكتفوبسوب/DirectVobSub، بدءا من الإصدار 2.38
فـ (ديريكتفوبسوب/VSFilter) عبارة عن فلتر، جزء من برنامج(أداة)(فوسب/VobSub) ويمكن استخدامه بشكل منفصل، وقد تم إنشاء فلتر آخر باسم VSFilterMod وهو عبارة عن فلتر معدل من الفلتر الأصلي VSFilter ، وتم تعديله بواسطة فريق MBC-HC في سنة 2009.

## صيغة الملفات الذي يدعمه
| اسـم الصيغة                             | الامتداد  |
| --------------------------------------- | --------- |
| VobSub                                  | .sub/.idx |
| سب ستيشن ألفا/Advanced SubStation Alpha | .ssa/.ass |
| ساب ريب                                 | .srt      |
| MicroDVD                                | .sub      |
| SAMI                                    | .smi      |
| PowerDivX                               | .psb      |
| Universal Subtitle Format               | .usf      |
| Structured Subtitle Format              | .ssf      |